# ウェスタリー (ロードアイランド州)
ウェスタリー（英: Westerly）は、アメリカ合衆国ロードアイランド州のワシントン郡にある町。人口は2万3359人（2020年）。1669年にジョン・バブコックが設立した海浜の町である。ウェスタリーはコネチカット州のノーウィッチ・ニューロンドン・ニューイングランド市町地域に属している。
ウェスタリーの西側境界にはポーカタック川が流れており、かつては独自の種であるウェスタリー・サーモンが生息しており、その内の3つは町の最盛期にあった。ポーカタック川は内陸の24 kmほどから流れてきており、リトルナラガンセット湾に注いでいる。ポーカタック川はウェスタリーとコネチカット州ポーカタックとの境にもなっている。ウェスタリーの海岸には塩湖があり、浅い岩礁のような水溜りとなり、その外壁は長く白い海浜を形成して、町がそれで有名になった。これらの池は西から東にマシャウグ池、ウィナパウグ池、クォノチョンタウグ池が並ぶ。町にはチャップマンの池という淡水湖もあり、現在は再開発が進められている。ここで、ウェスタリー花崗岩と呼ばれる一種の花崗岩が昔から切り出されている。ウェスタリー花崗岩は彫像を作るために理想的であり、アメリカ東海岸に並ぶ幾つかの州で多くの政府建物に使われてきた。ウェスタリーの地域はその花崗岩と石の切り出し業で知られている。
ウェスタリーは夏の大きな観光地になっており、夏は人口が2倍近くになる。良く知られた海浜は東から西にウィーカポーグ海浜、ウェスタリータウン海浜、ミスクァミカット州立海浜、イースト海浜、ウォッチヒル海浜が並ぶ。

## 歴史
今日のウェスタリーの主要産業は繊維と観光であるが、昔のウェスタリーは花崗岩で有名であり、ウェスタリーの少なくとも2か所と、ブラッドフォードとポッターヒルでも採石された。
ウェスタリーはロードアイランド州の中で最西端にあるので、この町名が付いている。またイングランドのグロスタシャーにあるウェスターリーの村から採られた可能性もある。このイングランドの村は、ロードアイランドのウェスタリーの設立者の一人である長老ジョン・クランドール（1612年頃-1676年）の出身地だった。クランドールは1661年にウェスタリーに入っており、ウェスタリーの初期歴史にはクランドールとその息子に関する多くの記述がある。
ウェスタリーは最終氷期に退行する氷河が後に残した小さな堆積物の丘が連なったモレーンの上にある。モレーンの原始の例は、ウェスタリー土地信託が永久に所有する保護地140エーカー (0.57 km²) に広がっている。信託土地の中には、ブロック島まで海中に伸びる珍しい「ケトル」地形もある。
グロトン・アンド・ストーニントン・ストリート鉄道、ノーウィッチ・アンド・ウェスタリー鉄道、ポータケット・バレー・ストリート鉄道、ア社ウェイ・アンド・ウェスタリー鉄道という4つのトロリー鉄道線がウェスタリーに集まり、鉄道駅と中心街のディクソンハウス広場との間で線路を共有していた。これらの路線は1890年代と1900年代に建設され、1920年代まで運行された。
医師でアメリカ独立戦争時の将軍、かつロードアイランド州最高裁判所判事だったジョシュア・バブコックと、最高裁判所長官でロードアイランド植民地総督だったサミュエル・ウォードがウェスタリーで生まれた。

## 地理
アメリカ合衆国国勢調査局に拠れば、市域全面積は74.8平方マイル (193.8 km2)であり、このうち陸地30.1平方マイル (77.9 km2)、水域は44.7平方マイル (115.8 km2)で水域率は59.78%である。

## ビレッジ
ウェスタリーは多くの小さなビレッジで構成されている。ポーカタック川沿いにあるウェスタリー中心街は、町役場のある場所であり、旧郵便局、図書館、YMCA、鉄道駅、元警察署（現在は空港道路沿いにある）、花崗岩の建物群、およびウィルコックス公園がある。

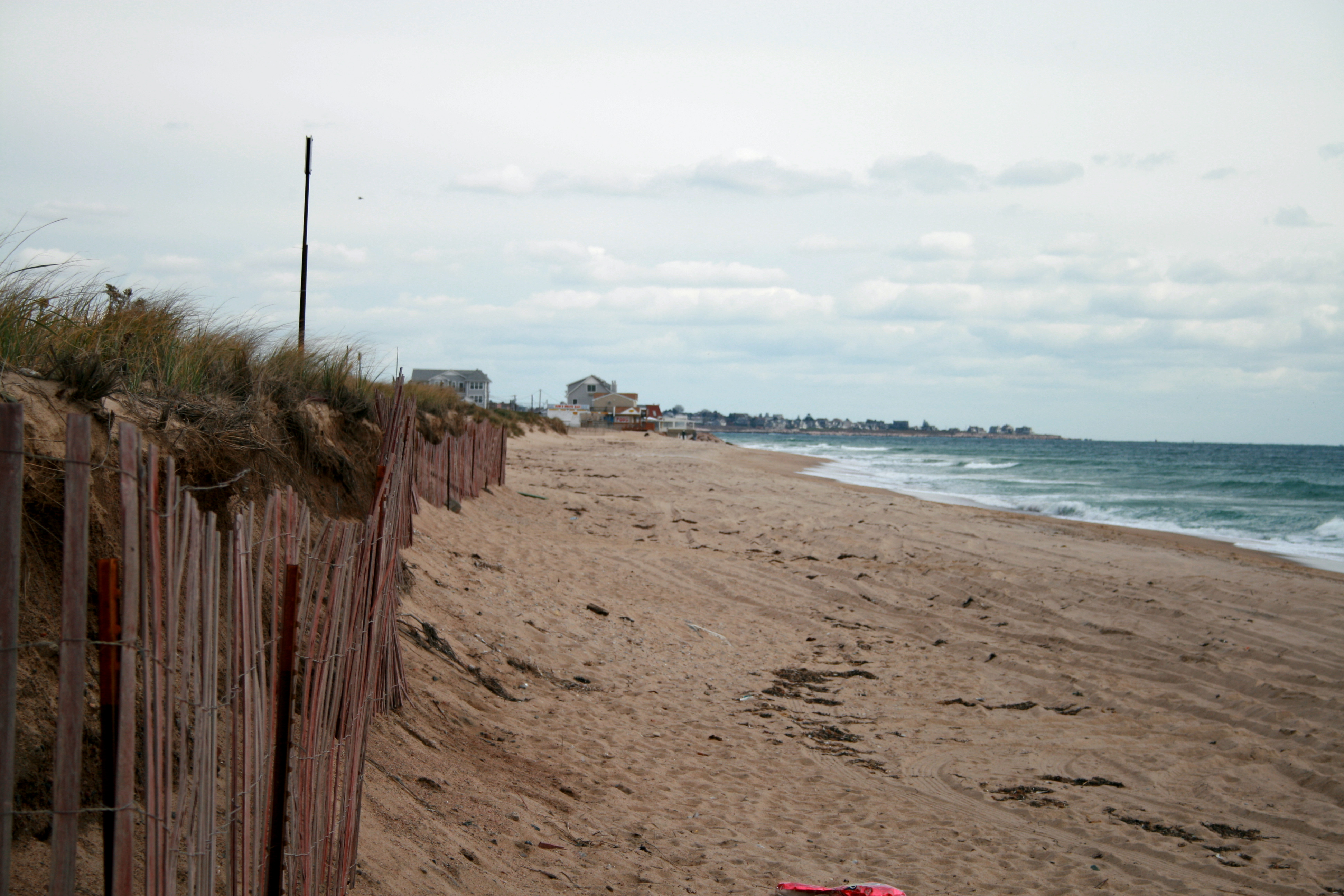
ウェスタリーの海浜

その他のビレッジとしては、エイボンデール（古風なコロニアルとアン女王様式の家屋がある）、ブラッドフォード（独自の郵便局と郵便番号がある）、ダンズコーナーズ、マスタクセット、ミスクァミカット（海浜の町、少ないがナイトライフ施設とホテルがある）、ポッターヒル（町有林がある）、シェルターハーバー、ウォッチヒル（海浜と夏のコテージがある）、ウィーカポーグ、ホワイトロック、ウィナパウグ（パブリックのゴルフコースがある）がある。ブラッドフォード、シェルターハーバー、ウォッチヒル、ウィーカポーグとは別に、ウェストライアンズは通常町を自称しており、彼らが住んでいる村と区別している。
ウェスタリー町では、4月のポーカタック川ダックレース、5月のバーチュ・アート・フェスティバル、6月のシェイクスピア・イン・ザ・パークとサマーポップス（コーラス・オブ・ウェスタリーが主催）、7月のリバーグロウなど多くの年中行事を開催している。近年、7月から8月にあるウェスタリー・ポーカタック商工会議所のビッグスクリーン・ムービーズ・オン・ザ・ビーチ、10月のウェスタリー・コロンバスデイ・パレードなど、幾つか海浜での行事が多くの観光客を惹きつけている。
もとの花崗岩採掘と石切り産業は歴史的に重要だった。その採石場から青花崗岩を算出し、ピンクや赤のものもあった。スミス花崗岩会社は多くの石きり職人を雇用しており、1950年代に操業を止めるまで町の主要雇用主だった。そこから切り出されたものの多くが、ゲティスバーグの戦場や市の広場、アメリカ合衆国中の政府の建物、特にジョージア州会議事堂などに見られる。
1952年にニューヨーク市のアルフレッド・ドロンジが設立したギルド・ギター・カンパニーが、1967年に生産拠点をウェスタリーに移し、1996年まで定評のあるアーチトップ、アコースティック、ソリッドボディのギターを生産し続けていたが、その年にフェンダー・ミュージカル・インストルメンツに買収され、カリフォルニア州コロナに移転した。
ウェスタリーから多くのスポーツ人が出た。元メジャーリーグベースボールの監督（フィラデルフィア）のエディ・ソーヤー、ワシントン・セネタースの投手デイブ・ステンハウスがウェスタリーの出身だった。セントルイス・カージナルスのプレイングマネジャーで有名な「ガスハウス・ギャング」だったフランキー・フリシュは、引退後にその余生をウェスタリーで過ごした。世界的なマラソン選手エリソン・"ターザン"・ブラウンもウェスタリー地域の出身である。他にカントリー・ポップの歌手テイラー・スウィフトはウォッチヒル地域で海浜の家を持っている。

## 人口動態

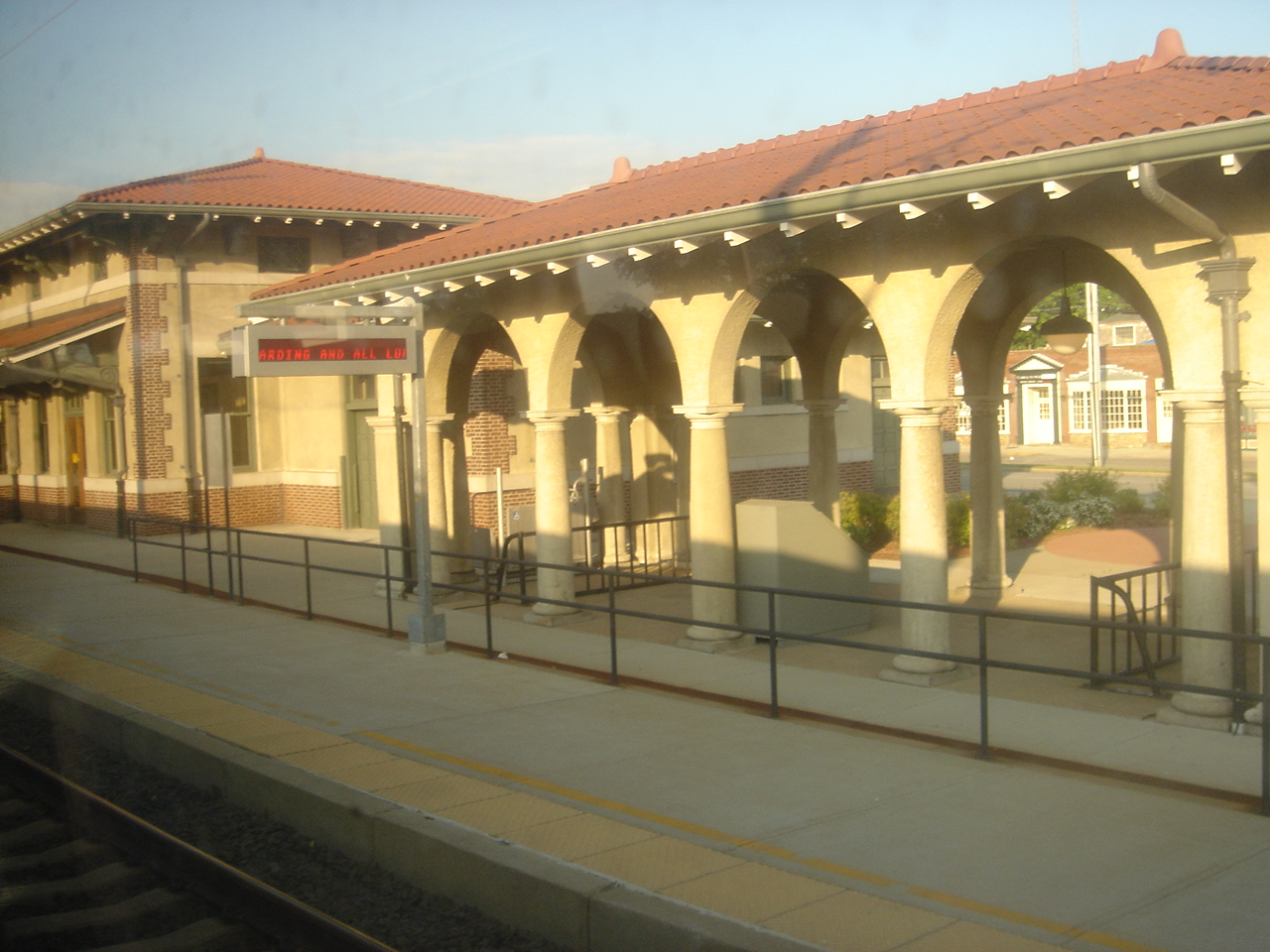
ウェスタリー駅

以下は2000年国勢調査による人口統計データである。
| 基礎データ - 人口: 22,966 人 - 世帯数: 9,402 世帯 - 家族数: 6,130 家族 - 人口密度: 294.7人/km2（763.3 人/mi2） - 住居数: 11,292 軒 - 住居密度: 144.9軒/km2（375.3 軒/mi2） 人種別人口構成 - 白人: 95.17% - アフリカン・アメリカン: 0.71% - ネイティブ・アメリカン: 0.57% - アジア人: 1.99% - その他の人種: 0.34% - 混血: 1.22% - ヒスパニック・ラテン系: 1.18% 先祖による構成 - イタリア系：34.2% - アイルランド系：17.9% - イギリス系：14.2% 年齢別人口構成 - 18歳未満: 23.5% - 18-24歳: 7.0% - 25-44歳: 29.7% - 45-64歳: 22.7% - 65歳以上: 17.0% - 年齢の中央値: 39歳 - 性比（女性100人あたり男性の人口） - 総人口: 93.2 - 18歳以上: 89.6 | 世帯と家族（対世帯数） - 18歳未満の子供がいる: 29.7% - 結婚・同居している夫婦: 50.2% - 未婚・離婚・死別女性が世帯主: 11.0% - 非家族世帯: 34.8% - 単身世帯: 29.0% - 65歳以上の老人1人暮らし: 12.5% - 平均構成人数 - 世帯: 2.40人 - 家族: 2.98人 収入と家計（2000年データ） - 収入の中央値 - 世帯: 44,613米ドル - 家族: 53,165米ドル - 性別 - 男性: 37,887米ドル - 女性: 26,800米ドル - 人口1人あたり収入: 24,092米ドル - 貧困線以下 - 対人口: 6.7% - 対家族数: 4.3% - 18歳未満: 9.6% - 65歳以上: 6.6% |

20世紀初め頃に、イタリアから多くのイタリア人移民がウェスタリーに移ってきた。特にシチリアやカラブリア州からが多かった。年配の住人がいる家では今でもイタリア方言が聞かれる。

## 経済
ワシントン・トラスト・バンコープ Inc, はロードアイランド州やコネチカット州でオペレーションを行う株式公開地域銀行であり、ウェスタリーに本社がある。

## 見どころ
- ウィルコックス公園
- ウェスタリー高校
- ウェスタリータウン海浜
- ミスクァミカット州立海浜
- ウォッチヒル
- ウェスタリー駅
- ウェスタリー州立空港

## アメリカ合衆国国家歴史登録財
- バブコック・スミス邸
- ブラッドフォード・ビレッジ歴史地区、ホプキントンとウェスタリーに跨る
- 元イマキュレイト・コンセプション教会
- ルイス・カード・ペリー邸
- メインストリート歴史地区
- ノースエンド歴史地区
- ナースリーサイト、RI-273
- ウォッチヒル歴史地区
- ウェスタリー武器庫
- ウェスタリー中心街歴史地区
- ウィルコックス公園歴史地区